# Triplectides liratus
Triplectides liratus là một loài Trichoptera trong họ Leptoceridae. Chúng phân bố ở miền Australasia.